# オーロト
オーロト(モンゴル語: Өөлд、中国語: 額魯特)とは、北元時代のオイラト部族連合(四オイラト)を構成するとされる部族の一つ。後には「オイラト」の別称として用いられた。

## 概要
14世紀末、明朝の成立によってモンゴル帝国(大元ウルス)は長城以南の領土を失い、北元と呼ばれる時代に入った。北元時代、モンゴリアでは東方のモンゴル、西方のオイラトという二大部族連合が対立したが、これらを漢文史料では「韃靼」と「瓦剌」、モンゴル年代記では「ドチン・モンゴル(四十モンゴル)」と「ドルベン・オイラト(四オイラト)」と表記している。ガワンシャラブが記した『四オイラト史』はこの内「四オイラト」について、(1)オーロト、(2)ホイト・バートト、(3)バルグ・ブリヤート、(4)ドルボト・ジューンガル・ホシュート・トルグートの四つのグループから成ると記している。
しかし『四オイラト史』はオーロトの具体的な活動について触れることはなく、ただ「黄魔(šara šumu)に唆されて遷り去り」、「ハザルバシ氏となって離散した」と記すのみである。そこで岡田英弘氏は「オーロト」という単語が「連れ子」「継父」「同母異父兄弟」といった熟語に派生する「オーロン(ölön)」の複数形であることから、「オーロト」とはホイト部(元来の「オイラト部」の後身で、オイラト部族連合の中核となった)と、ホイト部の始祖の同母異父弟を始祖とするチョロース氏(「ナイマン部」の後裔で、ジューンガル・ドルボトの中核氏族)の総称ではないかと推測している。チョロース氏はトゴン・タイシやエセン・ハーンを輩出した有力氏族で、ホシュート部といった他のオイラト部族連合を構成する部族も影響下にあった。そのため、次第にオイラト(部族連合)と「オーロト」が同義として用いられるようになったと見られる。
特に清朝の支配民族である満洲人はオイラトの事を専ら「オーロト(額魯特)」と呼んでいた。清朝の行政区画の一つであるアラシャー・オーロト部も実際には「オーロト部」の領地ではなく、オイラト内の一部族であるホシュート部の領地である。

## 参考資料
- 岡田英弘訳注『蒙古源流』（2004年、刀水書房、ISBN 4887082436）
- 岡田英弘『モンゴル帝国から大清帝国へ』藤原書店、2010年